# Ambodilafa
Ambodilafa est une commune rurale malgache située dans la région de Vatovavy.